# Gonomyia recurvispina
Gonomyia recurvispina là một loài ruồi trong họ Limoniidae. Chúng phân bố ở miền Australasia.